# Los kavkazský
Los kavkazský (Alces alces caucasicus) je zaniklý poddruh losa vyskytující se v kavkazských horách východní Evropy a Malé Asie, v současném evropském Rusku, Arménii, Ázerbájdžánu, Gruzii a severovýchodním Turecku.

## Zánik
Poddruh byl běžný až do poloviny 19. století, kdy populace začala klesat kvůli nadměrnému lovu. Vyhynul někdy na počátku 20. století.

## Predátoři
Jeho predátory byli lev perský, levhart perský, gepard indický, medvěd hnědý, vlk stepní a tygr kaspický. Mladé losy dokázal ulovit i rys ostrovid. 